# Proposiciones Webster-Crampton
Las proposiciones (también llamadas «Tratado Webster-Crampton») tuvieron lugar en la mitad del siglo XIX y fueron un intento de Estados Unidos y Reino Unido por solucionar la situación limítrofe entre Costa Rica y Nicaragua. Finalmente solo fueron aceptadas por Costa Rica, pero no por Nicaragua.

## Antecedentes
Existía un evidente interés de Estados Unidos e Inglaterra por construir un canal interoceánico que conectara los océanos Atlántico y Pacífico a través del río San Juan y el Lago de Nicaragua, pasando por el istmo de Rivas. Inglaterra tenía además intenciones territoriales en la Mosquitia, en la costa de Nicaragua.
Ambos países entraron en negociaciones que culminaron en el Tratado Clayton-Bulwer, suscrito en Washington el 19 de abril de 1850, en el cual se estipulaba que ni los Estados Unidos ni Inglaterra tendrían control exclusivo sobre el canal que llegara a construirse, y que ambos países se obligaban a no ocupar o ejercer dominio sobre Nicaragua, Costa Rica o la Costa de los Mosquitos.
Inglaterra hizo una reserva para que no se aplicase sobre Belice «y sus dependencias», lo cual fue luego interpretado para declarar que las islas de Roatán, Bonaca, Utila, Barbareto, Elena y Morat, todas en la costa de Honduras, formarían una colonia británica denominada “Islas de la Bahía”. Del mismo modo, Inglaterra interpretaba que la Mosquitia era un país independiente.

## Las proposiciones Webster-Crampton
Se reunieron en Washington los Ministros de Nicaragua y Costa Rica, pero al no llegar a ningún acuerdo, el Secretario de Estado estadounidense Daniel Webster y el ministro inglés Sir John Crampton, convinieron el 30 de abril de 1852 en una serie de proposiciones dirigidas a Costa Rica y Nicaragua.
En las proposiciones se fijaba como frontera entre los dos países, partiendo del Atlántico, la ribera sur del río Colorado hasta su unión con el río San Juan; de allí, la línea seguía la ribera sur de éste hasta el Gran Lago de Nicaragua, pasando luego por la ribera sur de dicho lago hasta el punto más cercano a la desembocadura de río La Flor y finalmente una línea recta hasta llegar a la desembocadura de ese río en el Pacífico. Se agregaba además que Costa Rica tendría derecho a libre navegación tanto en el río San Juan como en el Gran Lago de Nicaragua.
De acuerdo con la línea actual, Nicaragua habría ganado el delta entre la desembocadura del río Colorado y la del río San Juan, pero habría perdido una parte del istmo de Rivas y la faja de dos millas de anchura al sur del lago y parte del San Juan, dejando el Gran Lago de Nicaragua y el río San Juan como límites naturales con Costa Rica.

## El envío de las propuestas a Costa Rica y Nicaragua
Las propuestas Webster-Crampton fueron enviadas al británico Charles Lennox Wyke y Robert M. Walsh, representante de Estados Unidos, designado Agente especial en Costa Rica, encargándoles conseguir la pronta aprobación de ambos gobiernos. Ambos representantes se desplazaron hasta América Central, primero a Costa Rica, llegando a San José el 6 de junio de 1852 y el presidente Juan Rafael Mora Porras designó para recibirlos el día 11 siguiente. 
Dentro de los preparativos para la presentación de las credenciales, se determinó que no había Himno Nacional que interpretar y el presidente encargó al músico Manuel María Gutiérrez Flores su composición, la que se habría dado en apenas una noche. La visita de estos delegados provocó que Costa Rica tuviese un Himno Nacional, el cual permanece vigente hasta la fecha. Las proposiciones se presentaron oficialmente al presidente el día 11 de junio de 1852, fecha en que se conmemora en Costa Rica la primera ejecución de las notas de su himno. 
El 16 de junio el Poder Ejecutivo le dio su beneplácito a las proposiciones y el Congreso lo ratificó el día 23.
Las proposiciones Webster-Crampton fueron recibidas en Nicaragua con indignación y el 14 y el 16 de julio de 1852, las Cámaras las rechazaron, ofreciendo someter la cuestión a un arbitraje y protestando contra toda intervención extranjera en los asuntos de Nicaragua y contra el uso de la fuerza para privarla de sus derechos.

## Marcoleta en Washington

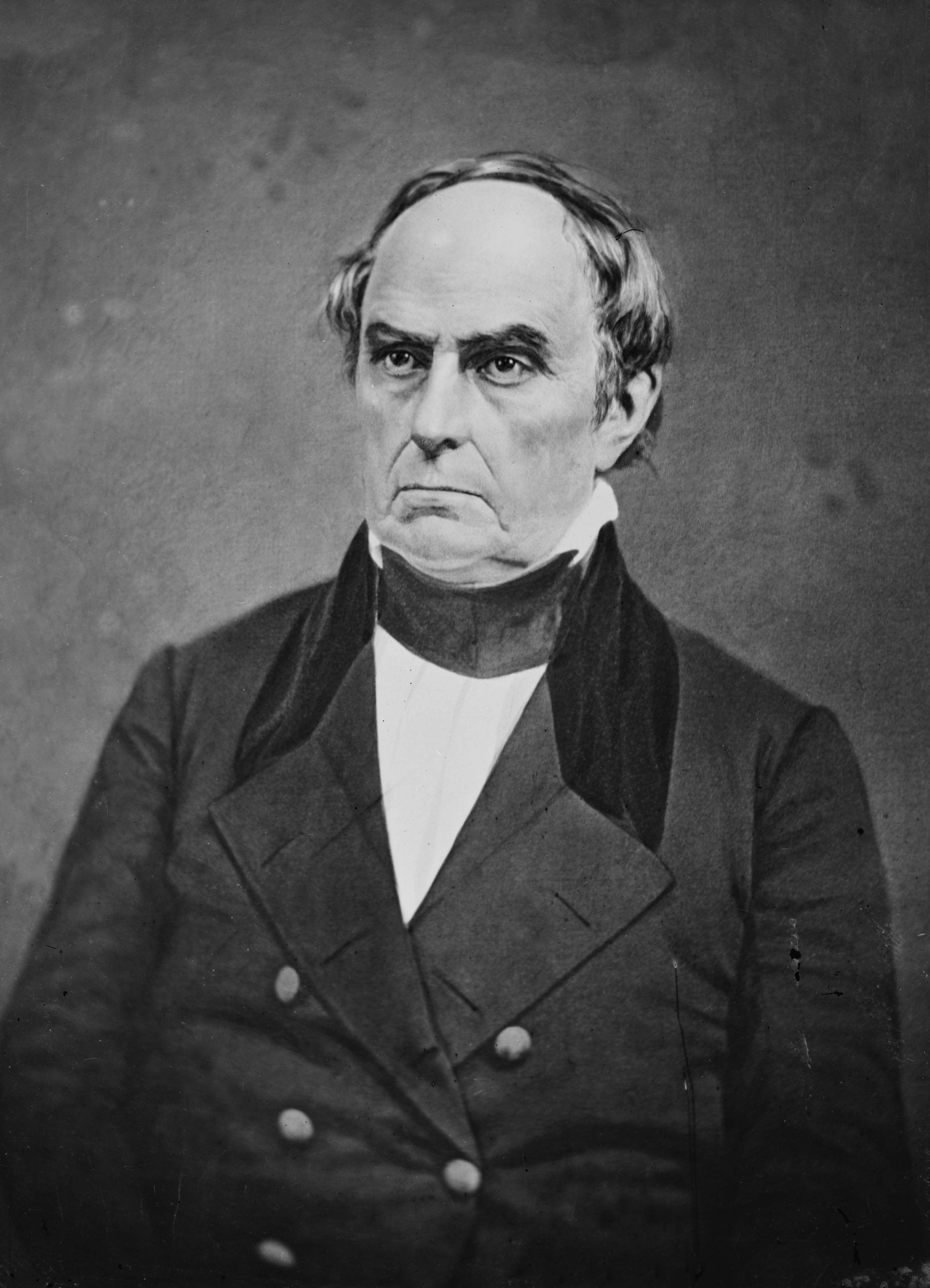
Daniel Webster (1782-1852).

Mientras los delegados se encontraban en América Central, el embajador de Nicaragua en Washington, José de Marcoleta, defendía los intereses de su país. Como las propuestas no le habían sido comunicadas, consiguió que al menos se las mostraran, momento que aprovechó para copiarlas. Este embajador tenía amigos en el Senado y valiéndose de ellos consiguió que ese cuerpo aprobara una resolución en sesión secreta del 25 de julio de 1852, solicitando al Ejecutivo una copia de las proposiciones. El objeto de Marcoleta era acercar la opinión pública americana en favor de Nicaragua, cuyos intereses territoriales se estaban discutiendo sin darle la debida participación. No obstante, el documento fue negado por el presidente Millard Fillmore, al considerarlo «contrario a los intereses públicos».
Pocos días después, el 1 de julio, salió publicada en los diarios una sinopsis de las proposiciones, y el presidente Fillmore, indignado, ordenó que se investigara la fuente de la publicación. El Departamento de Estado dirigió una nota circular al Ministro inglés, al costarricense y al nicaragüense y todos negaron participación en la publicación, aunque Marcoleta no ocultó el hecho de que él tenía una copia de las proposiciones, la cual voluntariamente entregó al Departamento de Estado. La denuncia desata un escándalo político que provoca la caída del Secretario de Estado, Daniel Webster, quien murió poco después. De este modo las proposiciones Webster-Crampton se vinieron abajo, generándose a su vez un incidente diplomático entre Estados Unidos y Nicaragua.